# Moulin de Gros-Pré
De Moulin de Gros-Pré is een watermolen op de Berwijn in de deelgemeente Neufchâteau van de Belgische gemeente Dalhem, gelegen aan Gros-Pré 1.
Deze bovenslagmolen fungeerde als korenmolen.

## Geschiedenis
Reeds in 1636 werd melding gemaakt van een molen op deze plaats. Het was een banmolen van de heren van Neufchâteau. Het molenhuis werd herhaaldelijk verbouwd, getuige de aanwezigheid van de jaartallen 1732 en 1884. In het midden van het molenhuis bevindt zich een wagenpoort waarboven zich een gevelsteen bevindt met de wapenschilden van Hoen-Neufchâteau en Gulpen. Hier is ook nog een fragment van een natuurstenen deel, waar het grootste deel van dit langwerpige gebouw in baksteen werd uitgevoerd.
Het molenhuis werd verbouwd tot woonhuis. Het bovenslagrad was ingebouwd, maar de watertoevoer is afgesneden, en het uitwendige waterrad is verwijderd.
- Monument Wallonië DGO4: 62027-INV-0052-01